# Торговый баланс
Торговый баланс (внешнеторго́вый бала́нс страны́; англ. trade balance) — баланс, отражающий соотношение стоимости товаров, вывезенных из страны (экспорт) и стоимостью товаров, ввезённых в неё (импорт), сальдо = экспорт - импорт. Торговый баланс составляется по отдельным странам, регионам или их группам, за определённый период времени, например, за год, квартал, месяц.

## Виды торгового баланса
Разница между экспортом и импортом, то есть между вывозом и ввозом, составляет сальдо торгового баланса:
- торговый баланс с положительным сальдо, когда экспорт превышает импорт, и возникает внешнеторговый профицит, называется активным торговым балансом (англ. positive trade balance) или торговым профицитом (trade surplus);
- торговый баланс с отрицательным сальдо, когда ввоз товаров преобладает над вывозом, и возникает внешнеторговый дефицит, называется пассивным торговым балансом (англ. negative trade balance) или торговым дефицитом (trade deficit);
- торговый баланс с нулевым сальдо, когда экспорт равен импорту, называется нетто-балансом.

## Расчёт торгового баланса
Торговый баланс рассчитывается как стоимость товаров, проданных и купленных на условиях немедленной оплаты и поставляемых в кредит, а также безвозмездно переданных в виде правительственной помощи или по договорам дарения. В активной части баланса отражается экспорт товаров, произведённых, выращенных или добытых в стране, а также товаров, ранее ввезённых из-за границы и подвергшихся переработке. В пассивной части — импорт товаров иностранного происхождения для внутреннего потребления или переработки с целью их последующего вывоза.
За вычетом стоимости товаров по договорам дарения торговый баланс включается в платёжный баланс.